# Circuito de la Sarthe
El circuito de la Sarthe (en francés: Circuit de la Sarthe) es un circuito de carreras semipermanente de 13 626 m (metros) de longitud, ubicado en la localidad de Le Mans (Sarthe), en los Países del Loira, Francia. La Sarthe es reconocido por albergar únicamente las 24 Horas de Le Mans, la carrera de resistencia más importante del mundo, que se realiza desde 1923. Es propiedad del Automobile Club de l'Ouest, organizador de las 24 Horas de Le Mans y otras carreras de resistencia.
El circuito tiene una gran recta trasera que recibe el nombre de recta des Hunaudières, en la cual los coches alcanzan velocidades muy elevadas, llegando a casi 400 km/h (kilómetros por hora) en la década de 1980, antes de la construcción de dos chicanes. En 1999, un Mercedes-Benz CLR salió volando en una pronunciada bajada al final de dicha recta. La recta tiene dos chicanes, la primera a derechas y la segunda a izquierdas. Otra de las partes más famosas de este circuito es la del Puente Dunlop, el cual aparece en casi todas las fotos nocturnas con los automóviles pasando por debajo. Es la parte más significativa junto con la recta de des Hunaudières.

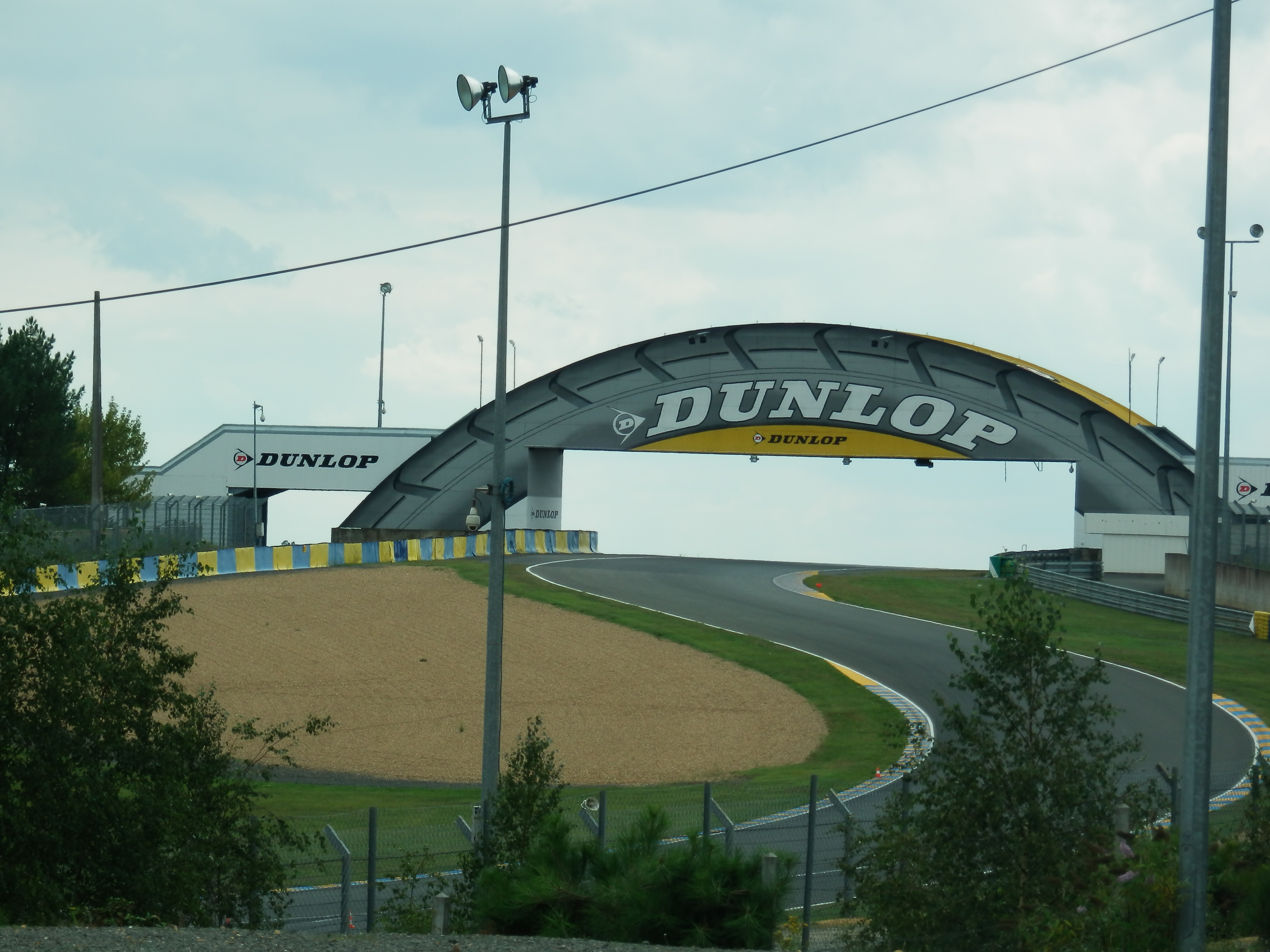
Circuito de la Sarthe mostrando la afamada e histórica curva Dunlop.

En este circuito se rodó la película Le Mans, protagonizada por el actor estadounidense Steve McQueen.

## Circuito de Bugatti
El circuito de Bugatti es un circuito de carreras permanente de 4185 m (metros) de longitud, que utiliza la recta principal y algunas curvas del circuito de la Sarthe. Se construyó a mediados de la década de 1960. Este trazado se usa actualmente en el Gran Premio de Francia de Motociclismo del Campeonato Mundial de Motociclismo y las 24 Horas de Le Mans de Motociclismo, así como en campeonatos franceses de pista. También alberga carreras del Campeonato de Europa de Carreras de Camiones y del Campeonato de Francia de Carreras de Camiones. Anteriormente, también recibió al Campeonato Mundial de Superbikes, el Bol d'Or, el Deutsche Tourenwagen Masters, la Fórmula 3 Euroseries y la World Series by Renault, y fue sede del Gran Premio de Francia de 1967 de Fórmula 1